# (15874) 1996 TL66
1996 تي أل 66 (ويعرف أيضًا باسم (15874) 1996 تي أل 66 وفق تسمية الكوكب الصغير) (بالإنجليزية: 1996 TL66)‏ هو كويكب ضمن حزام الكويكبات؛ وترتيبه 15874 من حيث الاكتشاف.
اكتُشف هذا الجُرم الفلكي بواسطة جين لوو في 9 أكتوبر 1996.

## وصلات خارجية
- (15874) 1996 TL66 في قاعدة بيانات مختبر الدفع النفاث لأجرام النظام الشمسي الصغيرة

- الاكتشاف · مخطط المدار ·  العناصر المدارية · المعلمات المادية

- (15874) 1996 TL66 على موقع ويكي سكاي: DSS2, SDSS, GALEX, IRAS, Hydrogen α, X-Ray, Astrophoto, Sky Map, Articles and images